# ویلهلم کونو

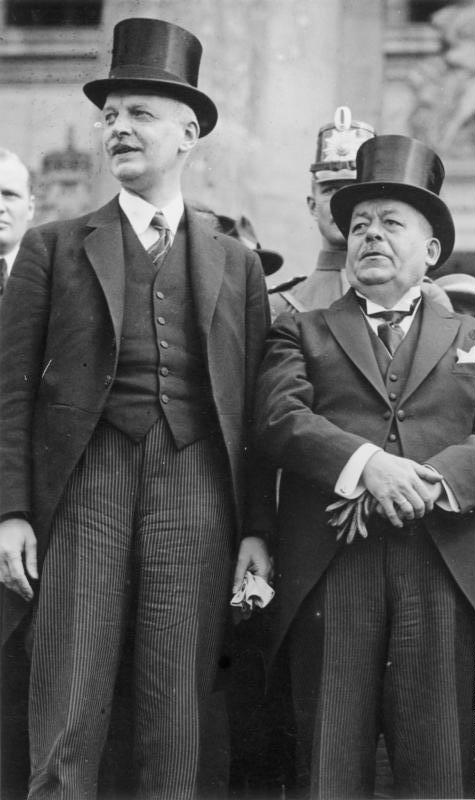
کونو، چپ، با رئیس‌جمهور آلمان فریدریش ابرت (۱۹۲۳)

ویلهلم کارل یوزف کونو (به آلمانی: Wilhelm Carl Josef Cuno) (۲ ژوئیهٔ ۱۸۷۶ – درگذشته ۳ ژانویه ۱۹۳۳) سیاست‌مدار آلمانی و صدر اعظم این کشور برای کمتر از یک سال میان سال‌های ۱۹۲۲ تا ۱۹۲۳ بود.

## زندگی
ویلهلم کونو در زول زاده‌شد. در برلین و هایدلبرگ وکالت خواند. در ۱۹۰۷ به خدمت خزانه‌داری آلمان درآمد. مدتی فعالیت‌های اقتصادی نمود. با استعفای یوزف ویرت در ۲۲ نوامبر ۱۹۲۲ کونو که تا پیش از آن از پذیرش ریاست بر چند وزارت‌خانه سرباز زده‌بود این بار صدارت عظمی را پذیرفت. او این مقام را با پشتیبانی حزب خلق آلمان، حزب دموکرات آلمان، حزب مرکزی آلمان و حزب خلق باواریا به دست آورد.
دولت او بیشتر برای عدم پذیرش اشغال نظامی منطقه رور به دست فرانسه در ژانویهٔ ۱۹۲۳ شناخته می‌شود. به هر صورت، آدولف هیتلر، صدر اعظم و پیشوای آینده آلمان در کتاب نبرد من با اشاره به ابراز مخالفت سایر کشورها به این اقدام فرانسوی‌ها، می‌نویسد: «اگر اتفاقات به گونه دیگری رقم خورد و متفقین به یک‌باره، همانند جنگ دوم بالکان، با یکدیگر درگیر نشدند بدین جهت بود که آلمان انور پاشایی نداشت و فقط یک کونو صدر اعظم رایش بود.»
دولت او برای پرداخت بدهی‌های دولتی دست به انتشار گستردهٔ پول زد که نتیجه‌ای جز ابرتورم نداشت؛ این وضعیت در تابستان ۱۹۲۳ به اوج بدی خود رسید. این وضعیت به اعتصاب‌هایی منجر گشت که سرانجامش کناره‌گیری کونو در ۱۲ اوت ۱۹۲۳ بود.
پس از آن کونو از سیاست دست کشید و به فعالیت‌های اقتصادی ادامه داد.